# Uma Só Saúde

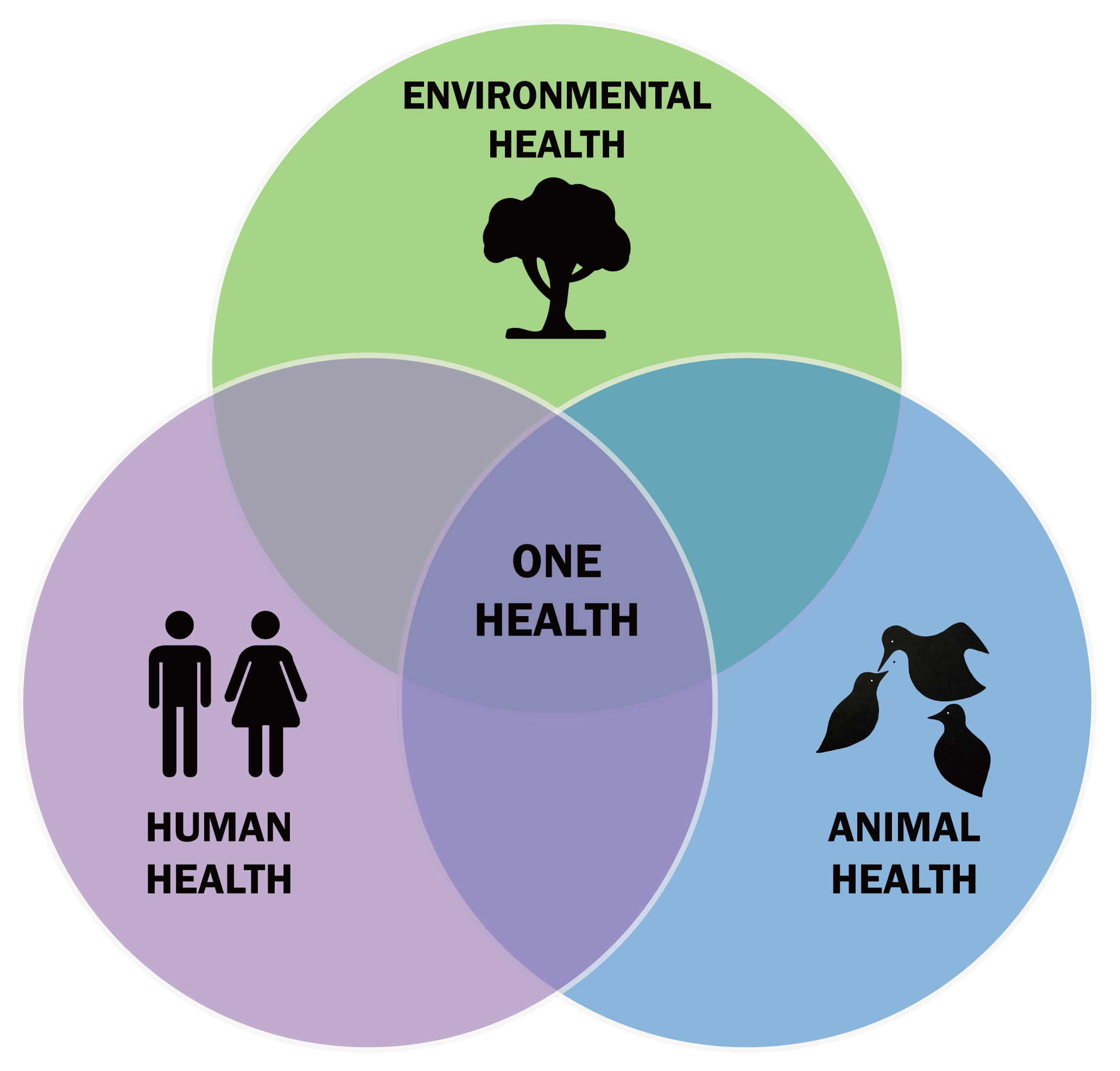
Uma Só Saúde está na intersecção das saúdes humana, animal e ambiental.

Uma Só Saúde (ou também Saúde Única) Trata-se de uma abordagem que demanda "os esforços colaborativos de múltiplas disciplinas que trabalham local, nacional e globalmente, para alcançar a saúde ideal para as pessoas, animais e nosso meio ambiente", conforme definido pela Força-Tarefa da One Health Initiative (OHITF).
Surgiu em resposta às evidências da propagação de doenças zoonóticas entre espécies e à crescente percepção da "interdependência entre a saúde humana e animal, juntamente com as mudanças ecológicas".
Sob essa perspectiva, a saúde pública não se restringe mais apenas aos seres humanos. Devido ao ambiente compartilhado e à fisiologia altamente conservada, animais e humanos não apenas enfrentam as mesmas doenças zoonóticas, mas também podem ser tratados com drogas estruturalmente relacionadas ou idênticas. Portanto, é crucial evitar o tratamento desnecessário ou excessivo de doenças zoonóticas, especialmente considerando a resistência a medicamentos em micróbios infecciosos.
Várias organizações em todo o mundo apoiam os objetivos da Uma Só Saúde, incluindo a SVSA, o CDC, a Organização para a Alimentação e Agricultura das Nações Unidas, a Organização Mundial da Saúde, a Organização Mundial de Saúde Animal, o Programa das Nações Unidas para o Meio Ambiente entre outros órgãos.